# Downtown no Gaki no Tsukai ya Arahende!!
Downtown no Gaki no Tsukai ya Arahende!! (ダウンタウンのガキの使いやあらへんで!!, Downtown's "Eu não sou um jovem errante!", ou numa tradução alternativa "Downtown's 'isso não é um brincadeira de criança!!'") é um show de variedades baseado no popular estilo owarai de humor. Apresentado pela dupla de comediantes do Downtown, Hitoshi Matsumoto e Masatoshi Hamada, o programa é exibido desde 3 de outubro de 1989.
O "Gaki no Tsukai" ficou internacionalmente conhecido através da difusão de vídeos de trechos do programa em sites como YouTube.

## Elenco

### Elenco regular
- Downtown (Hitoshi Matsumoto (松本人志, Matsumoto Hitoshi) e Masatoshi Hamada (浜田雅功, Hamada Masatoshi)) - Os únicos integrantes do elenco original e líderes do programa, portanto são Matsumoto e Hamada quem recebem o maior destaque dentro do Gaki no Tsukai, salvo em segmentos isolados cujo foco é em outro integrante regular ou semi-regular. Matsumoto em particular não só faz parte do elenco como é o responsável pelo planejamento do programa.
- Hōsei Tsukitei (月亭方正, Tsukitei Hōsei) - Anteriormente conhecido como Hōsei Yamasaki, seu verdadeiro nome. Entrou no elenco do programa em 1990 quando ainda fazia parte de uma dupla chamada Team 0. Em 1993 passou a seguir carreira solo. E em 2008 passou a se dedicar ao gênero Rakugo adotando o seu atual nome artístico. No programa ele passou a ser chamado de "Hōsei".
- Cocorico (Naoki Tanaka (田中直樹, Tanaka Naoki) e Shozo Endo (遠藤章造, Endo Shozo)) - Apareceram pela primeira vez no programa em 1994 como convidados, porém vieram se tornar parte do elenco regular apenas em 1997. O Cocorico protagonizou várias gags famosas do Gaki no Tsukai como o "Ho-ho-hoi" em que Endo faz uma dança engraçada gritando essa frase em e o "Thai Kick" do qual Tanaka é o principal alvo.

### Ex-membros regulares
- Hiromitsu Noriyasu (軌保博光) - Ex-parceiro de trabalho do Hōsei. Deixou o programa em 1993, ano em que o Team 0 se separou devido ao crescente interesse de Noriyasu por produção cinematográfica, que o fez deixar a carreira de comediante e se tornar um cineasta.

### Elenco semi-regular
- Jimmy Ōnishi (ジミー 大西) - Eventualmente faz aparições nos Batsu Games da série "No-Laughing" desde 2005. É especialmente famosa sua aparição no "No-Laughing High School" em que tem sérias dificuldades para ler lições básicas de inglês.

- Kenji Suga (菅 賢治 Suga Kenji) - Chefe de produção do programa, também conhecido como Gasu. Faz aparições em posters falsos durante os Batsu Game ou fazendo cosplay.
- Toshihide Saitō (斉藤 敏豪 Saitō Toshihide) - Assistente de direção. Mais conhecido pelo apelido de Heipo (ヘイポー). Aparece em vários esquetes por ser "medroso" e por sua "natureza pervertida". Participa regularmente do Silent Library.
- Hiroshi Fujiwara (藤原 寛 Fujiwara Hiroshi) Fujiwara é o ex-empresário do Downtown e apresentador dos Batsu Games, explicando as regras do jogo e levando os participantes pelas dependências do local de "cárcere". Aparece, em geral, fazendo cosplay de personagens femininos.
- Ameagari Kesshitai - (Hiroyuki Miyasako (宮迫博之 Miyasako Hiroyuki) e Tōru Hotohara(蛍原徹 Hotohara Tōru)) - Dupla de comediantes que eventualmente aparece no programa.
- License (Kazuhiro Fujiwara (藤原一裕 Fujiwara Kazuhiro) e Takafumi Inomoto (井本貴史 Inomoto Takafumi)) - Ameagari Kesshitai é outra dupla de comediantes que ocasionalmente participa do programa. Fujiwara também é conhecido como "Vacuo Fujiwara" por sua habilidade em comer, usado em gags do programa.
- Itsuji Itao (板尾創路 Itao Itsuji) - Membro da dupla de comediantes 130R e ex-membro do elenco do programa Downtown. Aparece com regularidade nos Batsu Game.
- Shōhei Shōfukutei (笑福亭笑瓶 Shōfukutei Shōhei) - Artista rakugo. Aparecia em alguns programas dizendo algo como ショウヘイヘイ！(Shōhei-Hey!).
- Egashira 2:50 - Comediante solo
- Shoji Murakami
- Moriman
- Piccadilly Umeda

### Participantes especiais
- Obachan Ichigo and Obachan Nigo (おばちゃん一号 e おばちゃん二号, ou literalmente, velha senhorita número 1 e velha senhorita número 2) - Duas idosas que aparecem nos Batsu Game, com roupas estranhas (como a dupla de cantoras t.A.T.u.). Uma das principais gags cómicas da dupla é fazer o elenco do programa beijar de língua a Obatchan ichigo.
- Konya ga Yamada (今夜が山田 ) - Literalmente "está noite é Yamada!"; Nome real: David Hossein. Ex-gerente do Thanus Camus. Ele desempenhava o papel de um médico em um campeonato de luta livre no Japão. Durante os Batsu Game "No Laughing" ele diz o próprio nome várias vezes de formas variadas (cantando, por exemplo) tentando fazer os membros do programa rir. Frases como "Kon'ya ga yama da" (Esta noite é "crucial") eram repetidas a exaustão, mas de forma estranha para apresentar variações como "Hon'ya ga yama da" (A livraria é crucial).
- Hosshan (ほっしゃん。) - Outro comediantes que aparece durante os Batsu Game. É conhecido por sua habilidade em aspirar macarrão pelo nariz e expelir pela boca, o que normalmente faz o elenco rir.
- A "esposa" do Itao - A comediante que não é japonesa (possivelmente indiana como é mostrado em um episódio em que Itao se casa com ela em uma cerimonia falsa), também não é a esposa real do comediante Itsuji Itao. Apareceu em dois Batsu Game dançando horrivelmente músicas da Madonna. Como diria Hamada em certa ocasião "ela tem um enorme repertório".
- Ayako Nishikawa (西川史子 Nishikawa Ayako) - Ex-miss Japão, formou-se posteriormente em medicina. Ela fez aparições como convidada da esquete "Encontro com Heipo", como legista no Batsu Game "No-Laughing in Police Station" e como médica no "No-Laughing in Hospital". Em suas participações, Nishikawa sempre faz o papel de sádica.
- Chiaki (千秋 Chiaki) - A esposa do comediante Shozo Endo - atualmente ex-esposa (divorciaram-se em dezembro de 2007). Chiaki aparece eventualmente nos Batsu Game "No Laughing" de todas as formas possíveis, tentando fazer o elenco rir.

## Segmentos

### Batsu Game
Provavelmente o quadro mais famoso do Gaki no Tsukai é o Batsu Geemu ou "Jogo da Punição". Consiste em quadros onde membros do elenco sofrem algum tipo de punição ou castigo físico após perderem um jogo ou aposta. O Batsu Game é um elemento tradicional da comédia owarai e portanto, não foi criada pelo Downtown. Os quadros do Batsu Game começaram a ser produzidos em 16 de janeiro de 1990.
Em 1999, a edição Onigokko (鬼ごっこ), mais conhecido no ocidente como "24 horas de punição", expandiu o conceito do Batsu Game ao encarcerar por 24 horas parte do elenco do programa, que recebiam todo tipo de punição física e psicológica. A partir daí, vários programas com confinamento de 24 horas foram produzidos, entre eles a série mais famosa o "No-Laughing" (não ria), em que o elenco não pode rir, caso contrário recebem algum tipo de punição.

### Bus Tour
Na série "Bus Tour" (tour de ônibus), o elenco do Gaki no Tsukai e outros participantes do Staff, produção e comediantes convidados fazem uma série de mini-jogos, no fundo de um ônibus que faz um tour pelos principais pontos de Tóquio. Nos quadros os participantes normalmente se fantasiam de kogals, SM Queens e Pink Ladys (ídolos da música pop japonesa dos anos 70). Os comediantes também já fizeram cosplays de personagens femininos de anime.
No quadro, quem perde o mini-jogo é obrigado a descer do ônibus e fazer um tour a pé pelas ruas de Tóquio, travestido. Na edição das Pink Lady, os mini-jogos foram jogados em dupla. Quem perdia, tinha de fazer uma apresentação musical na rua. Houve ainda uma edição do "bus tour" em que os perdedores, em traje de gala, tinham de beijar pessoas nada atraentes.

### Goodbye Yamazaki
Quadro anual realizado desde 2001, em que a equipe do Gaki no Tsukai se despedem do comediante Hosei Yamasaki. No programa, o elenco informa ao público que o comediante está se despedindo do Gaki no Tsukai. São feitos discursos, entrega de presentes e flores ao inconsolado Yamazaki que faz um emocionado discurso e, ao final, é arrastado para fora do palco.

### Shichi-henge
七変化, literalmente "as sete aparições". É um quadro do Gaki no Tsukai que conta com a participação de um comediante convidado ou do próprio elenco. O convidado tem que fazer rir o elenco e o staff do programa. Quem rir da performance é obrigado a depositar mil ienes em uma caixa. O dinheiro recolhido é doado para uma instituição de caridade escolhida pelo convidado.

### Silent Library
Neste segmento, o elenco do Gaki no Tsukai e um sexto membro, normalmente Heipo, vão para uma biblioteca fictícia. Os participantes sentam-se em uma mesa e sorteiam punições com um baralho. Primeiro é escolhido uma punição. Em seguida seis cartas são dispostas sobre a mesa. Uma delas tem em sua face uma caveira. Quem pegar a carta com a caveira sofre a punição. O apelo cômico está na tentativa, por parte dos participantes, de não rir afinal, estão todos em uma biblioteca. O segmento teve participações especiais do ex-lutador e campeão do K1 Ernesto Hoost e do comediante Koki Mitani. O quadro deu origem ao programa "Fist of Zen" (Mestre Zen, no Brasil), da MTV

### Ogiri Daigassen
Na série Ogiri Daigassen a trupe do Gaki no Tsukai realiza várias competições entre si em jogos como Memory Dance, Chinko Machine, Ass Game e Marshmallow Rubber Band. As performances são realizadas em um auditório.

### Memory Dance
"Oboete tsunaguete dancing" que poderia ser traduzido como "jogo de memorização dos passos de dança" é um quadro de auditório do Gaki no Tsukai em que os participantes dançam no palco. Cada participante cria um movimento. O jogador seguinte deve realizar o movimento do jogador anterior e criar um novo passo e assim sucessivamente. Quem errar um dos passo, tem que pagar o Batsu Game (normalmente a Chinko Machine).

#### Chinko Machine
Chinko Machine é literalmente "Máquina pênis". No segmento, os participantes têm que recitar um longo trava-língua sem gaguejar. Quem errasse tinha de enfrentar a "Chinko Machine", um equipamento com uma alavanca-catapulta que acerta a virília. A esquete ficou famosa no Ocidente ao aparecer no programa Countdown with Keith Olbermann como o "261º motivo para a TV japonesa ser melhor que a americana".